# クイネル
クイネル（Quesnel）は、カナダ西部のブリティッシュコロンビア州の都市。
カリブー地域では人口が最も多い都市である。トレッキングやカヌー、釣りなどのアウトドアスポーツが盛んで、夏には大勢の観光客がバンクーバーからやってくる。郊外にクイネル空港が立地している。

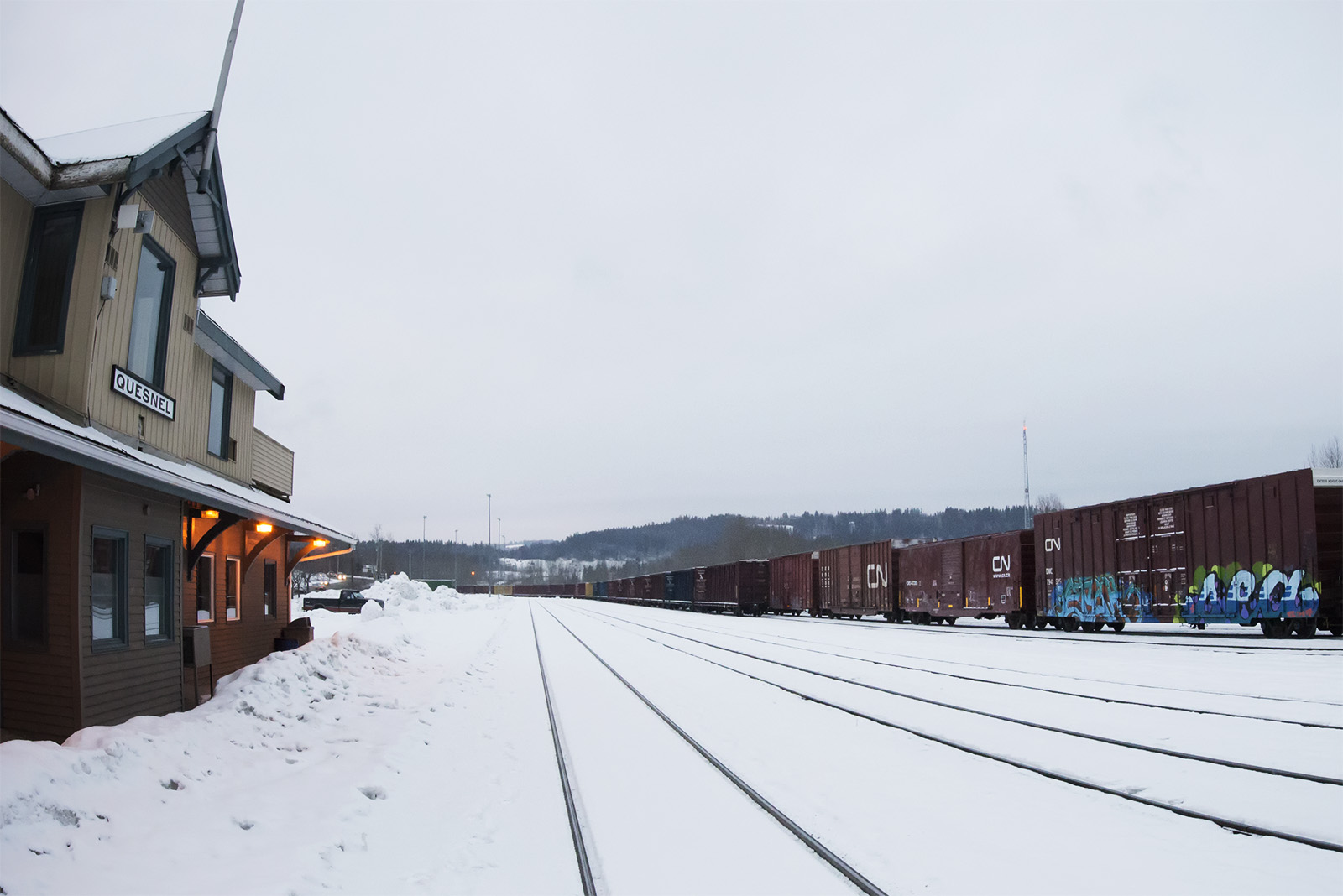
冬のクイネル駅

クイネルは北海道の白老町の姉妹都市である。